# Заклади вищої освіти Києва
Заклади вищої освіти Києва
| Назва                                                                                                 | Тип         | Форма власності | Рівень акредитації | Рік заснування |
| --- | ----------- | --------------- | ------------------ | -------------- |
| Державний університет інфраструктури та технологій                                                    | Університет | Державний       | IV                 | 2016           |
| Державний університет телекомунікацій                                                                 | Університет | Державний       | IV                 | 1996           |
| Київський національний економічний університет імені Вадима Гетьмана                                  | Університет | Державний       | IV                 | 1906           |
| Київський національний лінгвістичний університет                                                      | Університет | Державний       | IV                 | 1948           |
| Київський національний торговельно-економічний університет                                            | Університет | Державний       | IV                 | 1946           |
| Київський національний університет будівництва і архітектури                                          | Університет | Державний       | IV                 | 1930           |
| Київський національний університет імені Тараса Шевченка                                              | Університет | Державний       | IV                 | 1834           |
| Київський національний університет культури і мистецтв                                                | Університет | Державний       | IV                 | 1968           |
| Київський національний університет театру, кіно і телебачення імені Івана Карпенка-Карого             | Університет | Державний       | IV                 | 1904           |
| Київський національний університет технологій та дизайну                                              | Університет | Державний       | IV                 | 1930           |
| Національний авіаційний університет                                                                   | Університет | Державний       | IV                 | 1933           |
| Національний медичний університет імені О. О. Богомольця                                              | Університет | Державний       | IV                 | 1841           |
| Національний педагогічний університет імені М. П. Драгоманова                                         | Університет | Державний       | IV                 | 1834           |
| Національний технічний університет України «Київський політехнічний інститут імені Ігоря Сікорського» | Університет | Державний       | IV                 | 1898           |
| Національний транспортний університет                                                                 | Університет | Державний       | IV                 | 1944           |
| Національний університет біоресурсів і природокористування України                                    | Університет | Державний       | IV                 | 1898           |
| Національний університет «Києво-Могилянська академія»                                                 | Університет | Державний       | IV                 | 1615           |
| Національний університет оборони України                                                              | Університет | Державний       | IV                 | 1914           |
| Національний університет фізичного виховання і спорту України                                         | Університет | Державний       | IV                 | 1930           |
| Національний університет харчових технологій                                                          | Університет | Державний       | IV                 | 1884           |
| Київський академічний університет                                                                     | Університет | Державний       | IV                 | 1978           |
| Національний університет охорони здоров’я України імені П. Л. Шупика                                  | Університет | Державний       | IV                 | 1918           |
| Київський столичний університет імені Бориса Грінченка                                                | Університет | Муніципальний   | IV                 | 1874           |
| Київський університет права НАН України                                                               | Університет | Державний       | IV                 | 1995           |
| «Університет менеджменту освіти» Національної академії педагогічних наук України                      | Університет | Державний       | IV                 | 1952           |
| Амерікан Юніверсіті Київ                                                                              | Університет | Приватний       | IV                 | 2022           |
| Відкритий міжнародний університет розвитку людини «Україна»                                           | Університет | Приватний       | IV                 | 1998           |
| Київський міжнародний університет                                                                     | Університет | Приватний       | IV                 | 1994           |
| Київський університет культури                                                                        | Університет | Приватний       | IV                 | 2000           |
| Київський університет ринкових відносин                                                               | Університет | Приватний       | IV                 | 1990           |
| Київський університет туризму, економіки і права                                                      | Університет | Приватний       | IV                 | 1995           |
| Київська школа економіки                                                                              | Університет | Приватний       | III                | 1996           |
| Міжнародний науково-технічний університет імені академіка Юрія Бугая                                  | Університет | Приватний       | IV                 | 1993           |
| Міжнародний Соломонів університет                                                                     | Університет | Приватний       | IV                 | 1991           |
| Університет новітніх технологій                                                                       | Університет | Приватний       | IV                 | 1996           |
| Університет штучного інтелекту та цифровізації                                                        | Університет | Приватний       | IV                 | 2020           |
| Українсько-американський університет Конкордія                                                        | Університет | Приватний       | IV                 | 1999           |
| Університет сучасних знань                                                                            | Університет | Приватний       | IV                 | 2002           |
| Європейський університет                                                                              | Університет | Приватний       | IV                 | 1991           |
| Київський медичний університет                                                                        | Університет | Приватний       | IV                 | 1992           |
| Міжнародний європейський університет                                                                  | Університет | Приватний       | IV                 | 2019           |
| Українсько-Польський вищий навчальний заклад «Центрально-Європейський університет»                    | Університет | Приватний       | IV                 | 1994           |
| Університет «КРОК»                                                                                    | Університет | Приватний       | IV                 | 1992           |
| MBA International Academy                                                                             | Академія    | Приватний       | III                |                |
| Академія адвокатури України                                                                           | Академія    | Приватний       | IV                 | 1995           |
| Національна академія управління                                                                       | Академія    | Приватний       | IV                 | 1992           |
| Арт академія сучасного мистецтва імені Сальвадора Далі                                                | Академія    | Приватний       | IV                 | 1992           |
| Приватний заклад вищої освіти «Академія кіно та нових медіа»                                          | Академія    | Приватний       | IV                 | 2004           |
| Київська православна богословська академія                                                            | Академія    | Приватний       | IV                 | 1615           |
| Київська Академія перукарського мистецтва                                                             | Академія    | Приватний       | II                 | 2002           |
| Академія праці, соціальних відносин і туризму                                                         | Академія    | Приватний       | IV                 | 1993           |
| Київська муніципальна академія естрадного та циркового мистецтв                                       | Академія    | Муніципальний   | IV                 | 1961           |
| Міжнародна академія екології та медицини                                                              | Академія    | Приватний       | III                | 2012           |
| Національна юридична академія                                                                         | Академія    | Приватний       | IV                 | 2019           |
| Міжрегіональна академія управління персоналом                                                         | Академія    | Приватний       | IV                 | 1989           |
| Національна академія статистики, обліку та аудиту                                                     | Академія    | Державний       | IV                 | 1992           |
| Національна академія внутрішніх справ України                                                         | Академія    | Державний       | IV                 | 1921           |
| Київська державна академія декоративно-прикладного мистецтва і дизайну імені Михайла Бойчука          | Академія    | Державний       | IV                 | 1999           |
| Національна музична академія України імені Петра Чайковського                                         | Академія    | Державний       | IV                 | 1863           |
| Київська муніципальна академія музики імені Рейнгольда Глієра                                         | Академія    | Муніципальний   | III                | 1868           |
| Національна академія керівних кадрів культури і мистецтв                                              | Академія    | Державний       | IV                 | 1970           |
| Національна академія образотворчого мистецтва і архітектури                                           | Академія    | Державний       | IV                 | 1917           |
| Академія мистецтв імені Павла Чубинського                                                             | Академія    | Муніципальний   | IV                 | 1930           |
| Дипломатична академія України імені Геннадія Удовенка при Міністерстві закордонних справ              | Академія    | Державний       | IV                 | 1995           |
| Інститут психології і підприємництва                                                                  | Інститут    | Приватний       | IV                 | 2017           |
| Київський інститут бізнесу та технологій                                                              | Інститут    | Приватний       | IV                 | 1992           |
| Інститут релігійних наук святого Томи Аквінського                                                     | Інститут    | Приватний       | IV                 | 1992           |
| Міжнародний інститут глибинної психології                                                             | Інститут    | Приватний       | I                  | 2002           |
| Бізнес-школа МІМ-Київ, Міжнародний інститут менеджменту                                               | Інститут    | Приватний       | III                | 1989           |
| Військовий інститут телекомунікацій та інформатизації імені Героїв Крут                               | Інститут    | Державний       | IV                 | 1918           |
| Інститут комп'ютерно-інформаційних технологій                                                         | Інститут    | Приватний       | IV                 | 2014           |
| Інститут підготовки кадрів державної служби зайнятості України                                        | Інститут    | Державний       | III                | 1993           |
| Київський інститут сучасної психології та психотерапії                                                | Інститут    | Приватний       | IV                 | 2010           |
| Київський кооперативний інститут бізнесу і права                                                      | Інститут    | Приватний       | III                | 1920           |
| Коледж геологорозвідувальних технологій                                                               | Коледж      | Державний       | I-II               | 1930           |
| Київський коледж будівництва, архітектури та дизайну                                                  | Коледж      | Державний       | I                  | 1946           |
| Київський коледж транспортної інфраструктури                                                          | Коледж      | Державний       | I                  | 1920           |
| Київський професійно-педагогічний коледж імені Антона Макаренка                                       | Коледж      | Державний       | I-II               | 1944           |
| Національна академія Служби безпеки України                                                           | Академія    | Державний       | ІІІ-IV             | 1954           |
| Медично-фармацевтичний коледж                                                                         | Коледж      | Приватний       | I                  |                |
| Міжнародний університет фінансів                                                                      | Університет | Приватний       | IV                 | 1993           |
| Інститут екології, економіки і права                                                                  | Інститут    | Приватний       | IV                 |                |
| Київський університет інтелектуальної власності та права Одеської юридичної академії                  | Університет | Державний       | IV                 |                |

### Ліквідовані
1. Державний економіко-технологічний університет транспорту
2. Київський славістичний університет
3. Київський університет економіки і технологій транспорту
4. Київський університет управління та підприємництва
5. Університет банківської справи
6. Національна академія державного управління при Президентові України
7. Академія муніципального управління

## Мапа
- Університети
- Академії
- Інститути
- Коледжі